# Mill Creek (Virginie-Occidentale)
Pour les articles homonymes, voir Mill Creek.
La ville de Mill Creek est située dans le comté de Randolph, dans l’État de Virginie-Occidentale, aux États-Unis. Lors du recensement de 2010, elle comptait 724 habitants.

## Histoire
D'abord appelée Dog Town, la ville adopte par la suite le nom de Crickard, en référence à Patrick Crickard, le premier receveur des postes local. En 1794, elle devient Currence's Mill Creek lorsque William Currence y construisit un important moulin (mill en anglais).